# Оловяшкино
Оловяшкино — деревня в Островском районе Псковской области России. Входит в состав Островской волости.
Расположена на северо-восточном приграничье города Остров.
| 2001 | 2002 | 2010 |
| ---- | ---- | ---- |
| 59   | ↗61  | ↘45  |

## История
Деревня до апреля 2015 года входила в состав ныне упразднённой Волковской волости Островского района.